# Alessandro Scarlatti
Pour les articles homonymes, voir Scarlatti.
Alessandro Scarlatti (Palerme, 2 mai 1660 – Naples, 24 octobre 1725) est l'un des principaux compositeurs de musique baroque.
Surnommé par ses contemporains « l’Orphée italien », il partage sa carrière entre Naples et Rome, où il reçoit sa formation. Une part importante de sa production est destinée à ces villes. Il est souvent considéré comme le fondateur de l'école napolitaine d'opéra, il en est au moins le plus illustre et plus fécond représentant : son apport, son originalité et son rayonnement, son influence sérieuse et durable, sont essentiels, tant en Italie qu'en Europe. 
Particulièrement connu pour ses opéras (115 titres), il mène à terme la tradition dramatique italienne, commencée par la Camerata Bardi, puis illustrée par Monteverdi au début du XVIIe siècle et  Cesti, Cavalli, Carissimi, Legrenzi ou encore Stradella, donnant la forme définitive de l’aria da capo, diffusée ainsi dans toute l'Europe. Il inaugure l'ouverture à l'italienne en trois mouvements, ancêtre lointain de la symphonie. Tous ces modèles deviennent des références pour le théâtre musical de son temps. Éclectique, Scarlatti touche en outre à tous les autres genres pratiqués à son époque, de la sonate au concerto, le motet, la messe, l'oratorio et la cantate de chambre, dont il est un maître incontesté, avec plus de 620 titres attribués avec certitude sur les 783 cantates répertoriées par Hanley. Il peut être considéré comme un précurseur direct de Mozart.
Alessandro est le père de Domenico Scarlatti et le frère de Francesco Scarlatti.

## Biographie

### Famille et origines

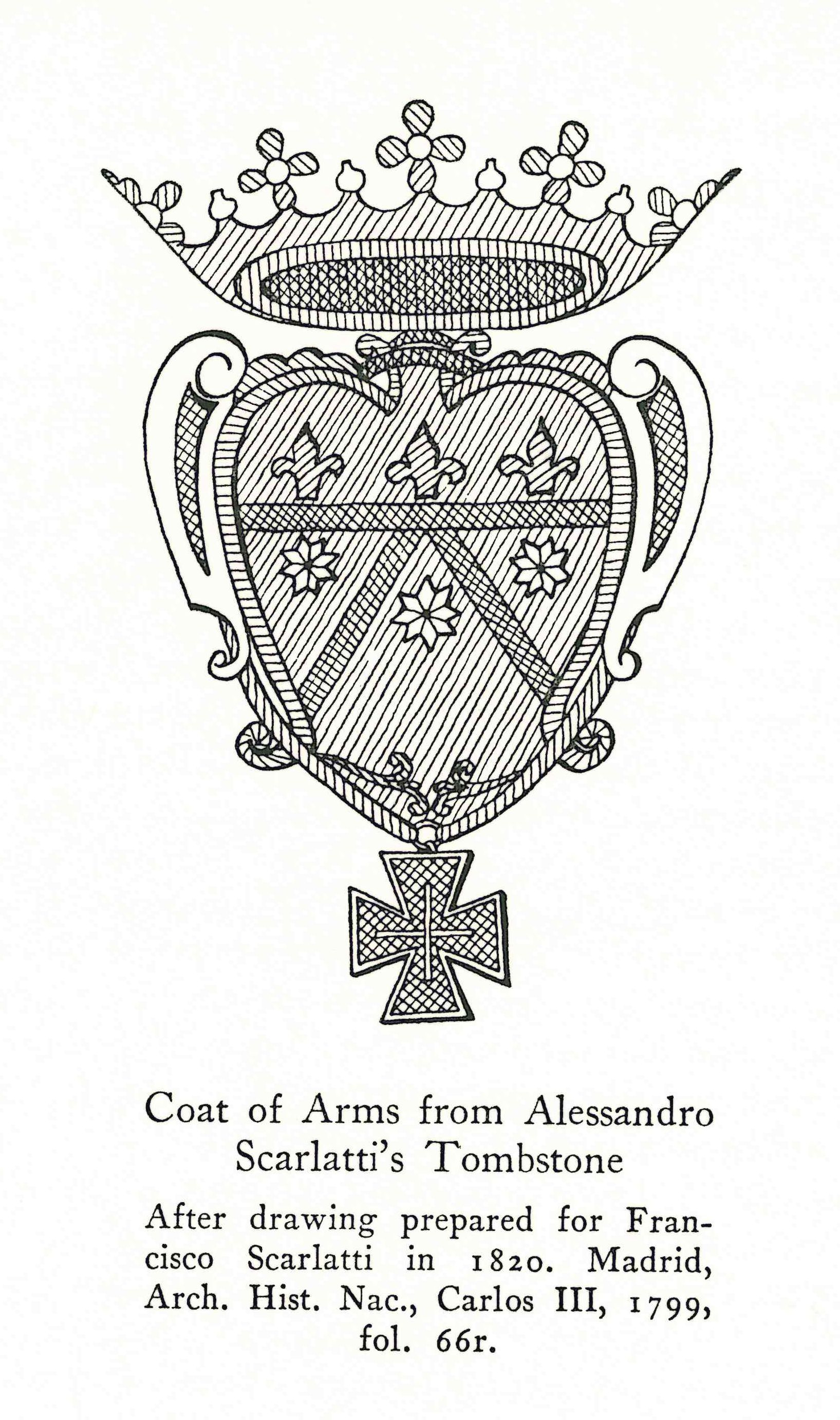
Blason d'Alessandro Scarlatti.

Alessandro Scarlatti naît en Sicile, à Palerme,,,, d'une famille de musiciens. Son père, le ténor Pietro Scarlata (la forme « Scarlatti » n'est utilisée qu'à partir de 1672), et sa mère, Eleonora d'Amato, pratiquent tous deux la musique à Palerme. L'hypothétique naissance à Trapani, à une centaine de kilomètres de Palerme, où est né son père est parfois évoquée. L'information proviendrait de Fétis : un manuscrit d’Il Pompeo aurait porté la mention « Musica del Signor Alessandro Scarlatti da Trapani ».
Deuxième de huit enfants, dont cinq deviennent musiciens, le jeune garçon semble avoir entamé ses études musicales auprès de son oncle maternel, Vincenzo d'Amato, maître de chapelle de la cathédrale et de Marc'Antonio Sportonio, castrat et compositeur originaire de Bologne, élève de Carissimi. Il avait chanté dans L'Orfeo de Luigi Rossi à Paris en 1647.
Son frère Francesco (1666–c.1741) est également compositeur et violoniste ; ses frère et sœurs Anna Maria (1661–1703), Melchiorra (1663–1736) — mariée à un musicien, Nicolo Pagano — et Tommaso (c. 1672–1760) sont tous les trois chanteurs. Anna Maria est surnommée La Scarlatti. Seul Tommaso poursuivra la filiation directement avec sa fille Rosa (née en 1716) qui fait sa carrière à Venise et le fils de Rosa, Giuseppe (1723–1777). Avec Domenico, ce n’est qu'un arrière petit fils, Dionisio Scarlatti y Adalma (1812–1880), qui contribue à la fondation de l'opéra de Madrid.

### Rome

Christine de suède, portrait par Sébastien Bourdon.

En juin 1672, sans doute après la mort du père, la famille quitte Palerme avec ses sœurs Anna Maria et Melchiorra, en raison d'une famine, et s'installe à Rome puis Naples. La légende veut qu'il ait été à Rome un élève de Giacomo Carissimi, qui meurt en janvier 1674. Cependant, il semble aujourd'hui peu probable que le jeune Scarlatti — à peine âgé de douze ans — ait pu être accueilli par le musicien romain le plus connu de son époque. L'hypothèse la plus vraisemblable est que Scarlatti aurait été l'élève d'un modeste compositeur, Antonio Foggia, fils du célèbre maître de chapelle de S. Maria Maggiore, Francesco Foggia. En outre, il existe des raisons de penser qu'il avait des liens avec le nord de l'Italie, ses œuvres de jeunesse montrant l'influence de Stradella et Legrenzi. Les premières œuvres théâtrales montrent également une possible influence de l'enseignement de Bernardo Pasquini.
Le musicien épouse Antonia Maria Vittoria Anzaloni de Rome, le 12 avril 1678 et le jeune couple loge dans un appartement du palais de Gian Lorenzo Bernini. Le 11 janvier 1679, Filippo Bernini, fils de l'architecte, est le parrain du premier né des dix enfants, Pietro. La sœur d'Alessandro, Anna Maria, épouse un « clerc » et le scandale retombe sur le jeune musicien, avec l'hostilité de la curie romaine.
Parmi les dix enfants du couple, deux sont appelés à devenir compositeur de profession : Pietro († 1750) et Domenico né en 1685, le plus connu. Mais deux filles sont également cantatrices, dont Flaminia (1685–c.1725). Le cinquième venu (1684) a pour marraine la reine Christine. Flaminia s'est vue peindre par Francesco Solimena, un proche napolitain de la famille Scarlatti, mais le portrait a disparu. Il semble qu'elle n'ait jamais chanté que dans le cercle privé, sans doute les cantates de chambre de son père, ou peut-être certaines des premières œuvres de son frère Domenico.
- 1679 — Rome
- 1684–1702 — Maître de chapelle à Naples
- 1702–1708 — Rome. Voyages à Florence (1702) et Venise (1707)
- 1708–1717 — Naples
- 1717–1722 – Rome. Lorette (1722)
- 1723 — Retour à Naples

La représentation à Rome au teatro Capranica de son opéra, « Les équivoques dues à l’apparence », Gli equivoci nel sembiante (8 février 1679) lui amène la protection de la reine Christine de suède (exilée à Rome), qui protège déjà Stradella, Pasquini et Corelli. Chose rare à l'époque, l'opéra est rejoué dans plusieurs villes. Elle lui commande L'honestà negli amori (1680), son opéra suivant, et elle le fait maître de chapelle. Selon Geminiani, Scarlatti admirait Corelli en tant que violoniste et chef d'orchestre, plus que comme compositeur.
En novembre 1682, il quitte son poste de San Giacomo, pour être nommé maestro di cappella à San Girolamo della Carità. Six opéras sont joués à Rome de 1679 à 1683, signe de son succès (notamment Il Pompeo). L'arrivée du pontife Innocent XI, qui interdit les spectacles sauf pendant le carnaval, confine ces représentations dans le cercle privé de la noblesse qui les commandite. Il est probable que c'est dans cette situation que le duc Maddaloni convainc le musicien de retourner à Naples.

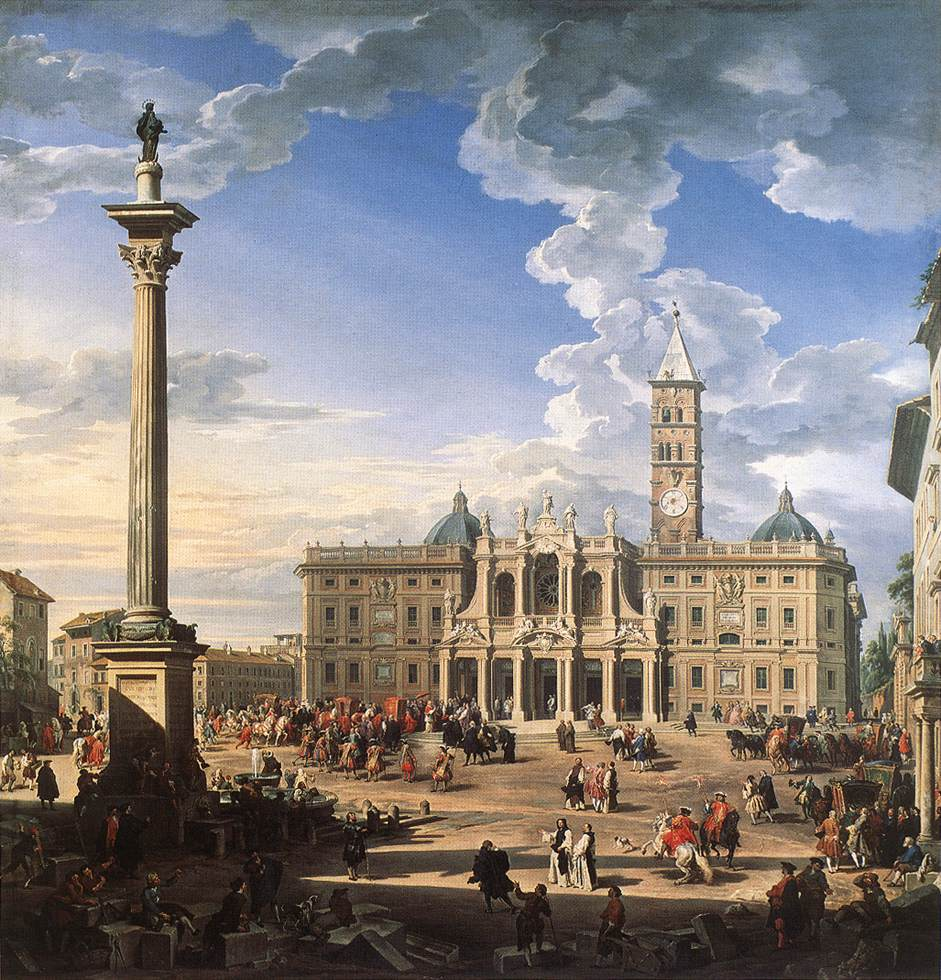
S. Maria Maggiore, peinture de 1744 par Giovanni Pannini
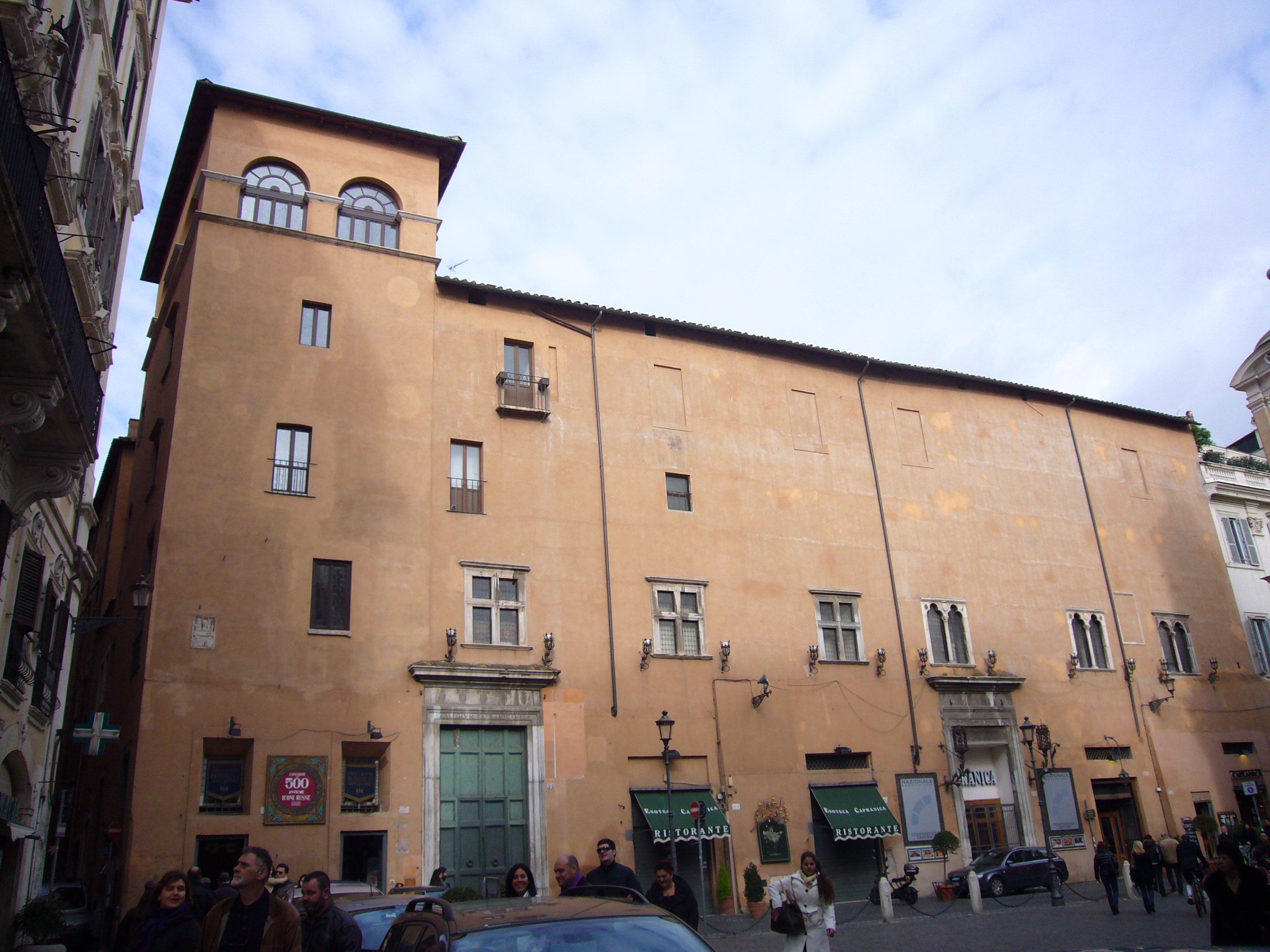
Teatro Capranica
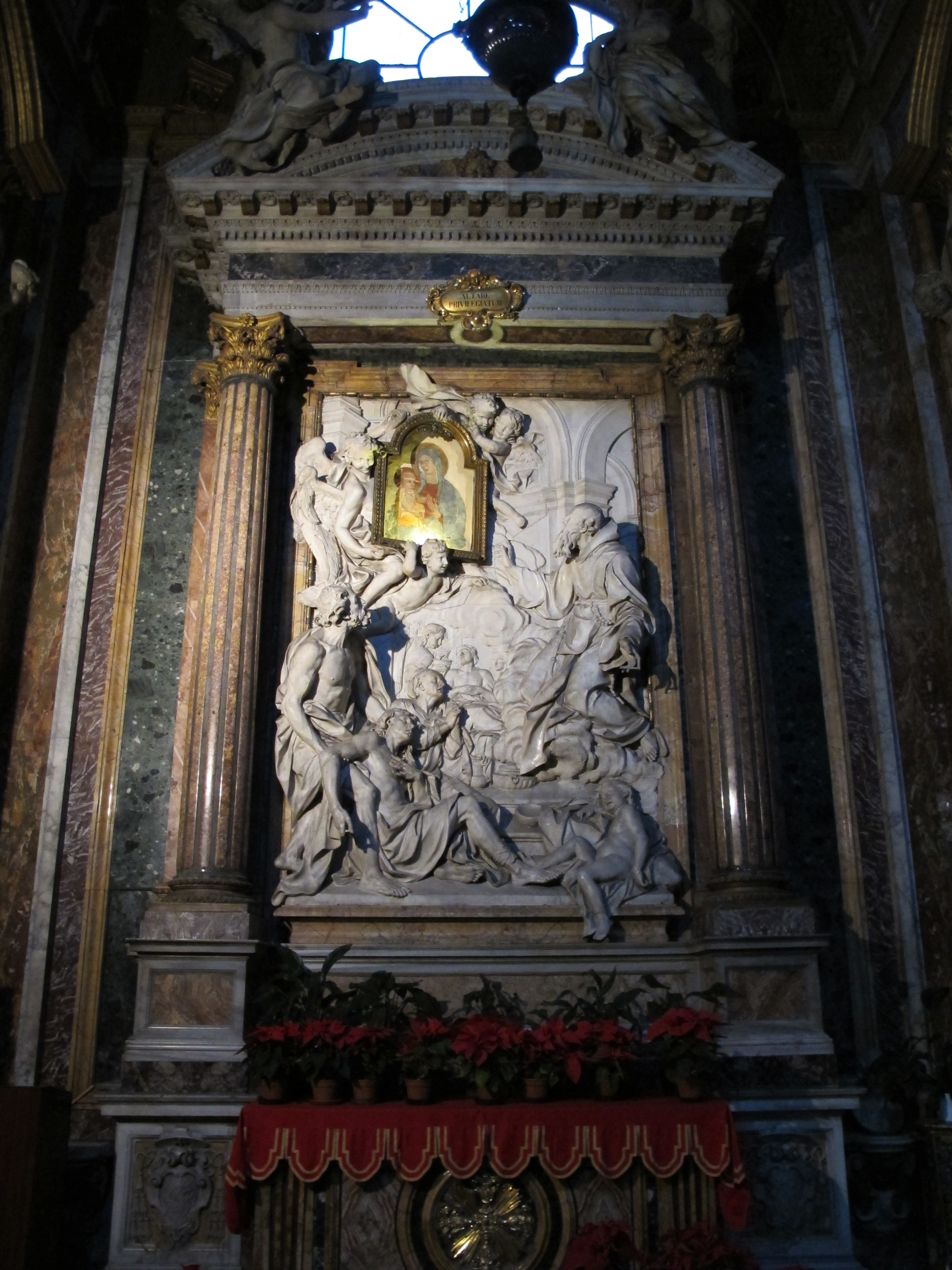
Église San Giacomo in Augusta
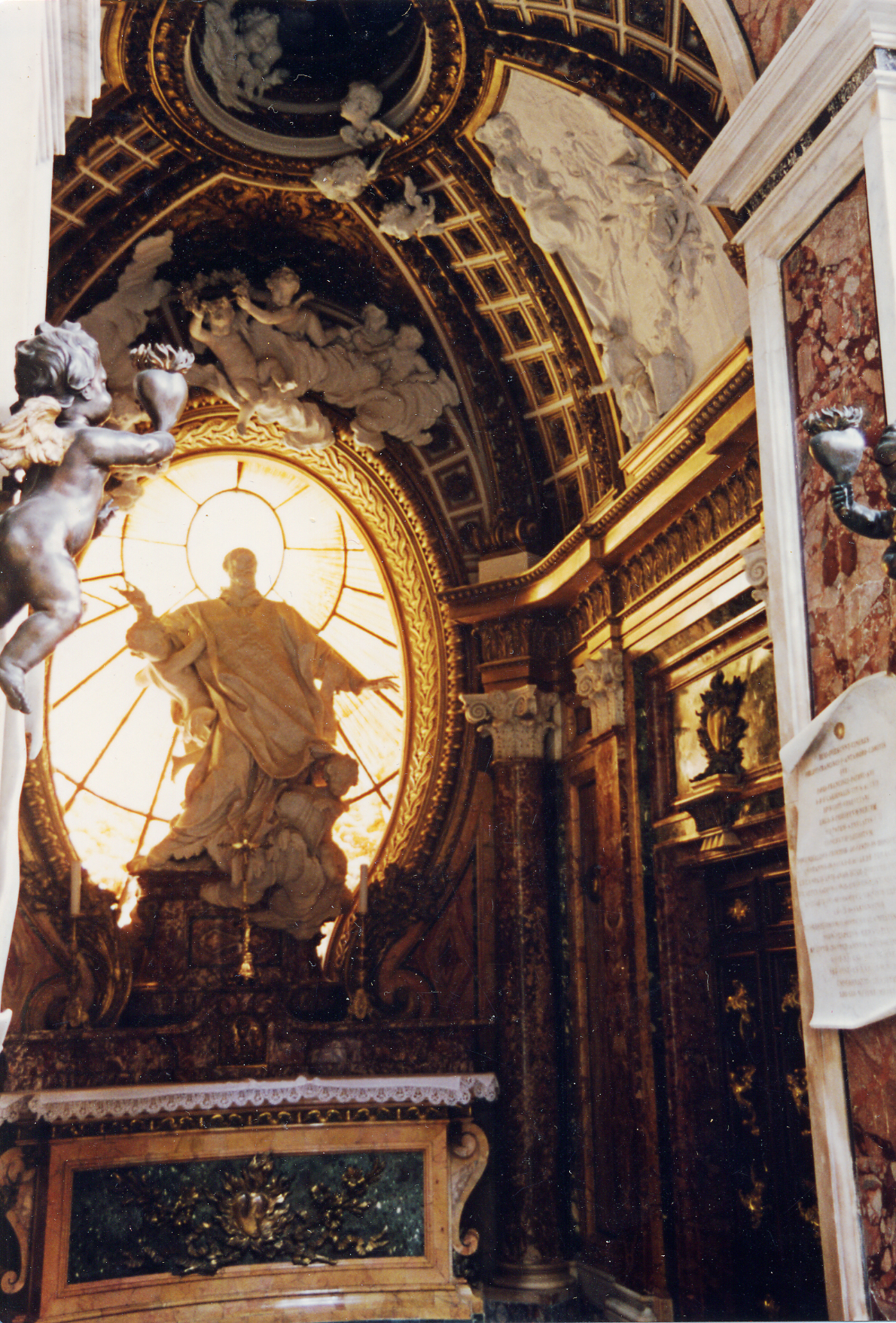
San Girolamo della Carità, chapelle Antamori

### Naples
Alors qu'une de ses sœurs chanteuse d'opéra est la maîtresse d'un noble napolitain influent, le secrétaire de justice du vice roi, elle intrigue pour faire nommer son frère maître de chapelle du vice-roi de Naples, en février 1684. Le poste revenant de droit au second maître de chapelle, le septuagénaire, Provenzale, celui-ci démissionne avec six autres musiciens, entraînant un scandale. Le secrétaire de justice est révoqué, mais Scarlatti conserve son poste. Les musiciens sont immédiatement remplacés par les musiciens romains qui ont suivi Scarlatti. Cependant, à peine dix ans plus tard, lorsque le compositeur est souvent éloigné pour superviser la création de ses opéras, c'est Provenzale qui le remplace comme vice-maître de chapelle.
À Naples, le musicien produit une grande série d'opéras pour le teatro San Bartolomeo et le théâtre du palais royal, remarquables par leur fluidité et leur expressivité — dont L'Eraclea qui inaugure l'ouverture à l'italienne en trois mouvements — ainsi que d'autres musiques pour des cérémonies officielles de l'État. Il compose avec une abondance et une facilité extrêmes. En 1701, Domenico, compose sa première pièce sacrée et est admis en tant qu'organiste surnuméraire. Alessandro tente d'obtenir un poste plus important auprès de Ferdinand de Médicis, en vain. Pas même un voyage en Toscane ne réussit à placer « un aigle dont les ailes ont poussé », selon une lettre d'Alessandro au souverain. En revanche cinq opéras sont montés au théâtre Pratolino.

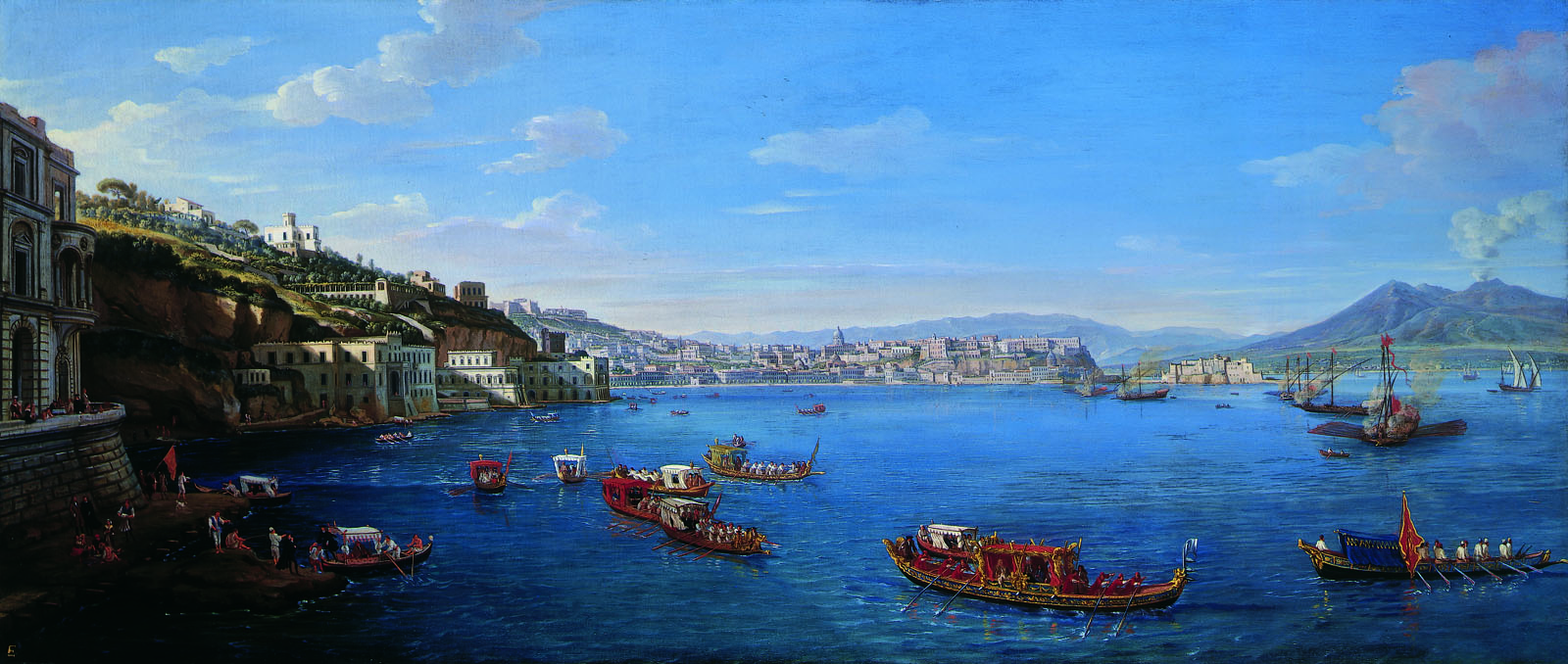
La baie de Naples et le Vésuve, vers 1700, par Caspar van Wittel.

À la mort de Charles II, la guerre de Succession d'Espagne amenuise les revenus de commandes du musicien. Il demande un congé de quatre mois et quitte Naples en juin 1702. Il n'y retourne pas avant que la couronne autrichienne ne remplace celle de l'Espagne. Pendant cette période, il est sous le patronage de Ferdinand III de Médicis à Florence, pour le théâtre privé duquel il compose des opéras, puis sous celui du cardinal Ottoboni, qui le fait maître de chapelle, et lui procure un poste similaire à la basilique Sainte-Marie-Majeure de Rome. En 1706, il est le troisième musicien — avec Pasquini et Corelli, — alors que les statuts à l'origine n'autorisent que les poètes et les nobles — à adhérer à l'Académie d'Arcadie, sous le nom de Terpandro Politeio. En 1716, il est fait Cavaliere, titre de noblesse attribué par le pape Clément XI.
Après avoir visité Venise et Urbino en 1707, il reprend sa charge à Naples en 1708, et y reste jusqu'en 1717. À partir de ce moment-là, Naples semble se lasser de sa musique ; les Romains l'appréciaient mieux, et c'est au Teatro Capranica de Rome qu'il produisit ses meilleurs opéras (Telemaco, 1718 ; Marco Attilio Regoló, 1719 ; Griselda, 1721), quelques intermèdes pleins de verve comique, ainsi que de remarquables œuvres de musique religieuse, parmi lesquelles une messe pour chœur et orchestre, composée en l'honneur de sainte Cécile pour le cardinal Acquaviva en 1720. Sa dernière œuvre de grande envergure est une sérénade pour le mariage du prince de Stigliano, Erminia (1723). Au conservatoire, il forme Della Ciaja, Cotumacci, Geminiani, Mancini et Zipoli.
Il meurt à Naples et est inhumé dans une chapelle de l'église Santa Maria di Montesanto de Naples. Le 30 octobre 1725, six jours après sa mort, la Gazzetta di Napoli publie une courte notice nécrologique.

## Œuvre

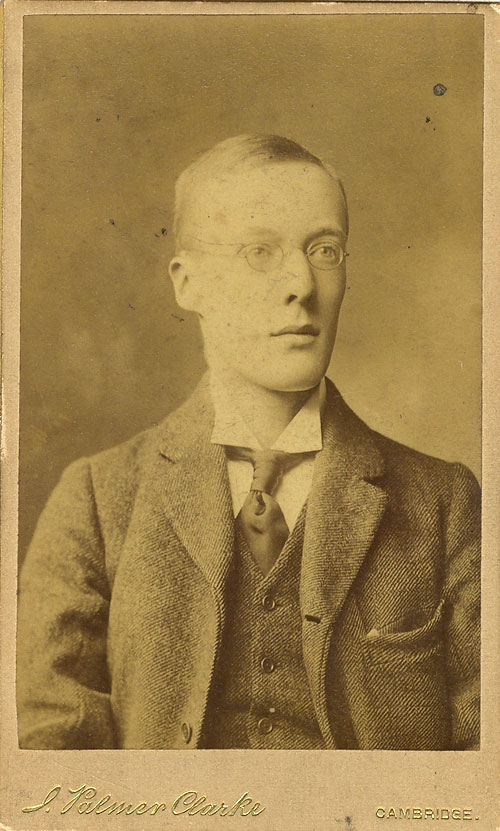
Edward J. Dent à King's College, Cambridge, 1900

Pour présenter d'une phrase l'œuvre du compositeur, il faut citer son premier biographe, le musicologue Edward Dent qui écrivait, au début du XXe siècle : His best pupil, we may safely say, is Mozart (« On peut dire que son meilleur élève est Mozart »). Dent poursuit ainsi : « Presque toutes ces caractéristiques de style que nous sommes habitués à considérer comme essentiellement mozartiennes, ont été apprises par Mozart des Italiens du demi-siècle précédent. En effet, Mozart a dans une certaine mesure répété le travail de Scarlatti, réunissant en lui-même la force massive de Leo, la douceur de Durante et de Pergolèse, la vive énergie de Vinci et l'humour racé de Logroscino, avec cette divine beauté de la mélodie qui a appartenu seule à Scarlatti. »
De son temps déjà, Sébastien de Brossard note dans le catalogue de sa collection de musique, en 1724 : cette œuvre « est du plus excellent moderne et il passe dans toute l'Italie et même dans toute l'Europe pour le musicien le plus accompli qui ait fleuri sur la fin du siècle et au commencement de celui-cy ».
Bien que les dictionnaires tombent d'accord pour faire l'éloge du musicien, la considération n'est pas à la mesure. L’éclectisme du compositeur est presque impossible à jauger, tant il est peu joué, peu enregistré et peu monté à la scène au regard de l'étendue de son œuvre (environ 950 œuvres) et de son importance historique. Le compositeur laisse 70 opéras conservés sur 115 écrits, au moins 620 cantates de chambre, environ 25 serenate, 30 oratorios retrouvés sur 38, une centaine de motets, 10 messes, une quarantaine d'œuvres liturgiques… Des œuvres pour clavier (clavecin ou orgue) composées sur ses vieux jours, ainsi que des quatuors avec flûte, une douzaine de sinfonias avec flûte et six concerti grossi.

### Opéras
La musique de Scarlatti forme un lien très important entre la tentative de « musique nouvelle » du XVIIe siècle et l'école classique du XVIIIe siècle  qui culmine avec Mozart. Ses premiers opéras (Gli equivoci nel sembiante (1679) ; L'honestà negli amori (1680) ; Il Pompeo (1683), contenant les airs célèbres O cessate di piagarmi et Toglietemi la vita ancor, et d'autres jusqu'en 1685 environ) utilisent encore les cadences anciennes dans leur récitatifs et une très grande variété de formes très construites dans leurs charmantes petites arias, parfois accompagnées par un quatuor à cordes, traitées avec une élaboration soignée, parfois accompagnées du seul clavecin.

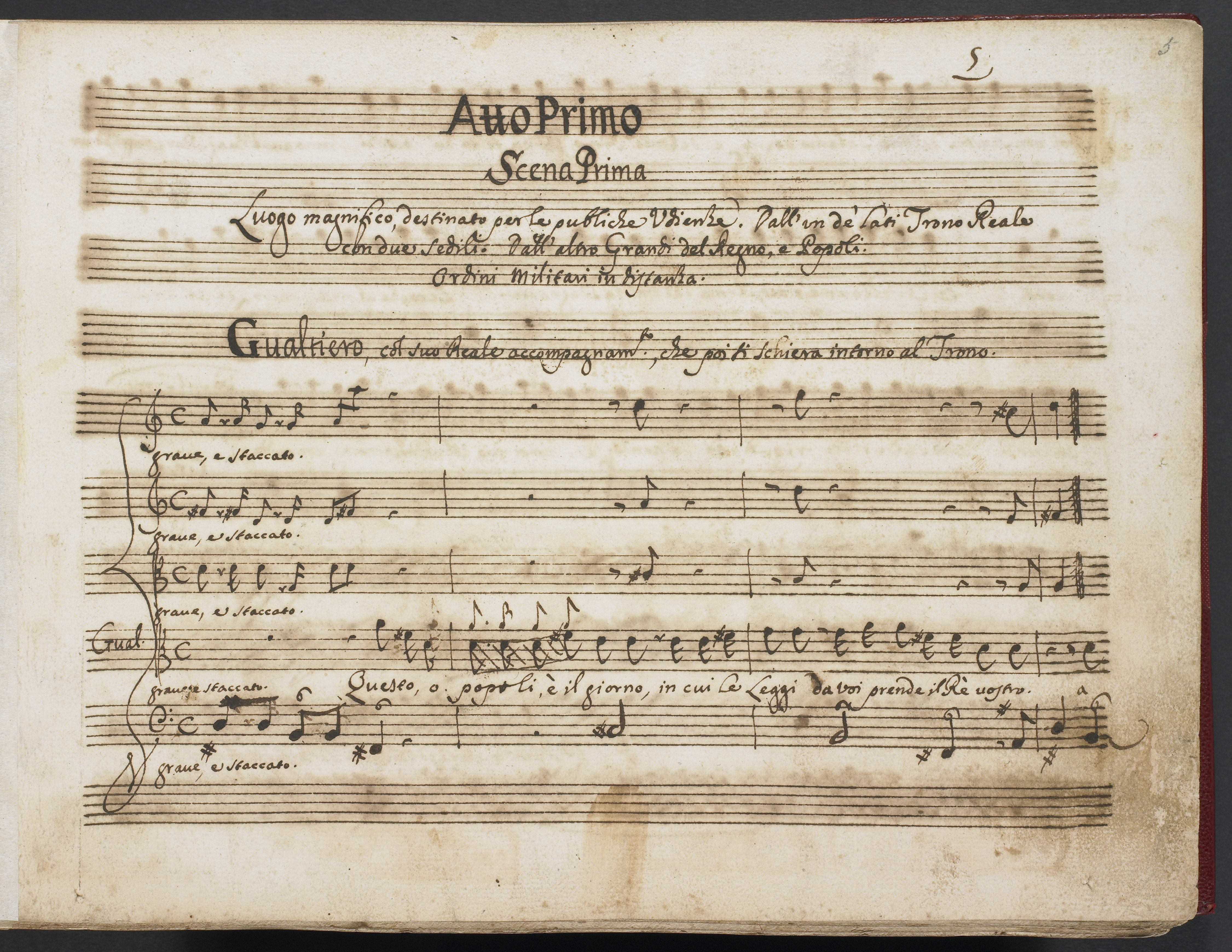
Manuscrit de l'opéra Griselda (1721) par Alessandro Scarlatti.

Depuis 1697 environ et avant La caduta de' Decemviri, peut-être sous l'influence du style de Giovanni Bononcini et probablement encore plus de celle du goût du vice-roi, ses opéras deviennent plus conventionnels et communs du point de vue du rythme, cependant que son écriture devient plus rude, non sans éclat cependant (Eracles, 1700). Les hautbois et les trompettes sont fréquemment utilisés, les violons jouent souvent à l'unisson. Les opéras composés pour Ferdinand de Médicis sont perdus. Peut-être auraient-ils donné une idée plus positive de son style : sa correspondance avec le prince montre qu'ils sont composés avec une sincère inspiration.
Il Mitridate Eupatore, considérée comme son œuvre maîtresse, composée à Venise en 1707, contient une musique très en avance par rapport à ce que Scarlatti avait écrit pour Naples, à la fois techniquement et intellectuellement. Les derniers opéras napolitains — L'Amor volubile e tiranno, 1700 ; La Principessa fedele, 1712 ; Tigrane, 1715, etc. — sont plus ostentatoires et efficaces que d'une profonde émotion. L'instrumentation marque une grande avancée par rapport aux œuvres antérieures, la voix étant principalement accompagnée par le quatuor à cordes, le clavecin étant réservé exclusivement aux ritournelles instrumentales bruyantes. C'est dans l'opéra Teodora, dès 1697, qu'est initié l'emploi du ritornello par l'orchestre.
Son dernier groupe d'opéras, composés pour Rome, montre un sens poétique plus profond, un large et digne style de mélodie, un fort sens dramatique, particulièrement dans les récitatifs accompagnés, une technique qu'il est le premier à utiliser dès 1686 (Olimpia vendicata) et un style beaucoup plus moderne d'orchestration, les cors apparaissant pour la première fois et sont traités avec des effets saisissants. Il trionfo dell'onore (1718) son seul opéra comique et chef-d'œuvre du genre qui, les années suivantes, deviendrait prédilection des compositeurs de la nouvelle génération tels Leonardo Leo et Leonardo Vinci et Griselda (1721), enjambent « plus d'un demi-siècle d'opéra, semblent d'une fraîcheur et d'une subtilité mozartiennes ».

### Oratorios et cantates

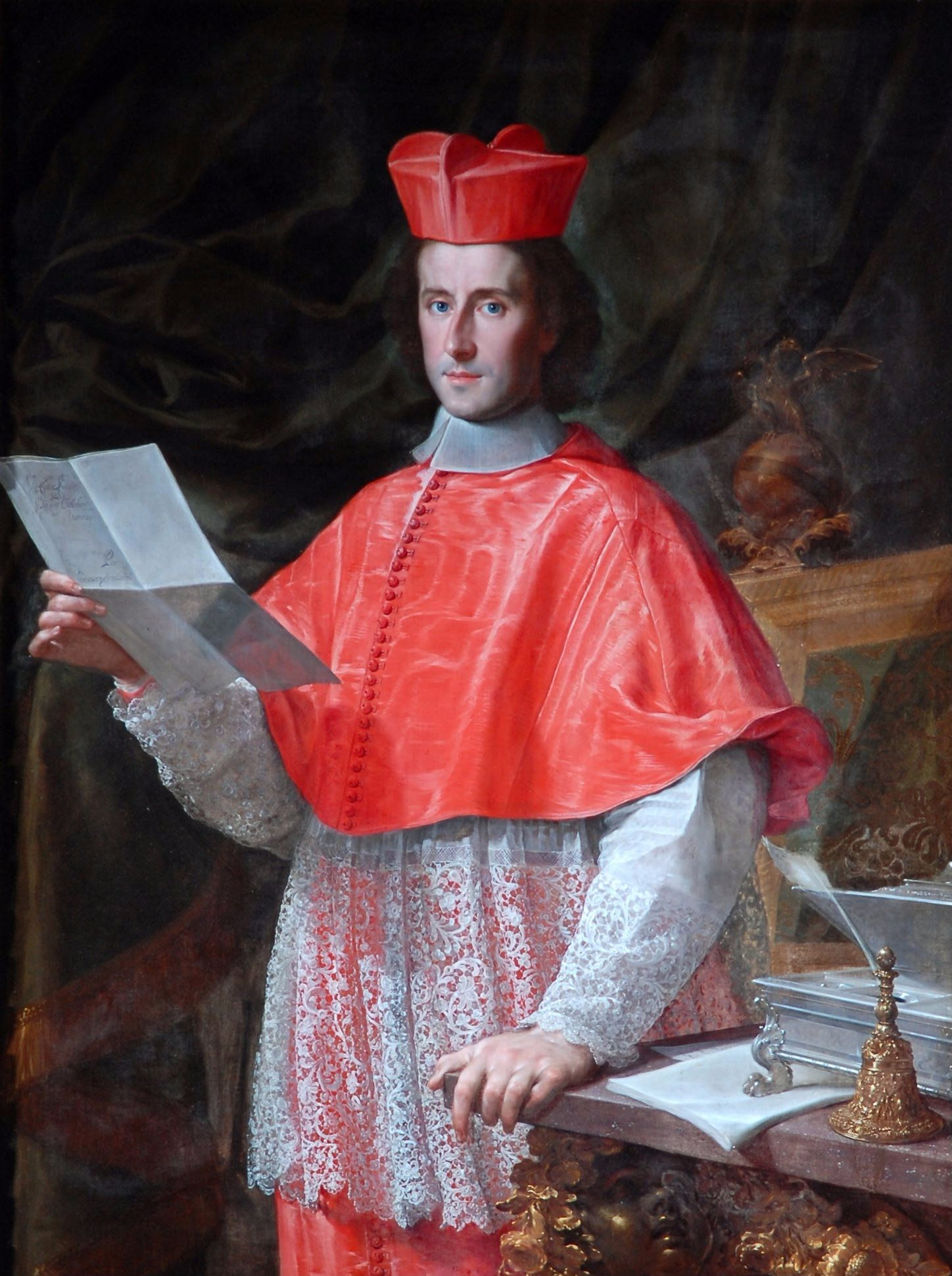
Le cardinal Pietro Ottoboni (1667–1740), librettiste de Scarlatti.

En plus des opéras, Scarlatti compose des oratorios : Agar et Ismaele esiliati (1684) ; Oratorio de Noël (c. 1705) ; San Filippo Neri (1714) parmi d'autres, et des serenate, qui montrent tous un style similaire. Il écrit près de huit-cent-vingt cantates de chambre pour voix soliste (dont 620 attribuées avec certitude — mais des centaines pourraient s'y ajouter en raison de nouvelles découvertes de sources inconnues qui s'ajoutent régulièrement), un des genres musicaux préférés de la noblesse de l’époque. Aucun compositeur de son temps n'en a produit autant. Elles représentent la musique de chambre la plus intellectuelle de cette période. On peut regretter qu'elles soient restées à ce jour à l'état de manuscrits, car une étude attentive de ces dernières est indispensable à qui veut se former une idée de l'évolution de Scarlatti.

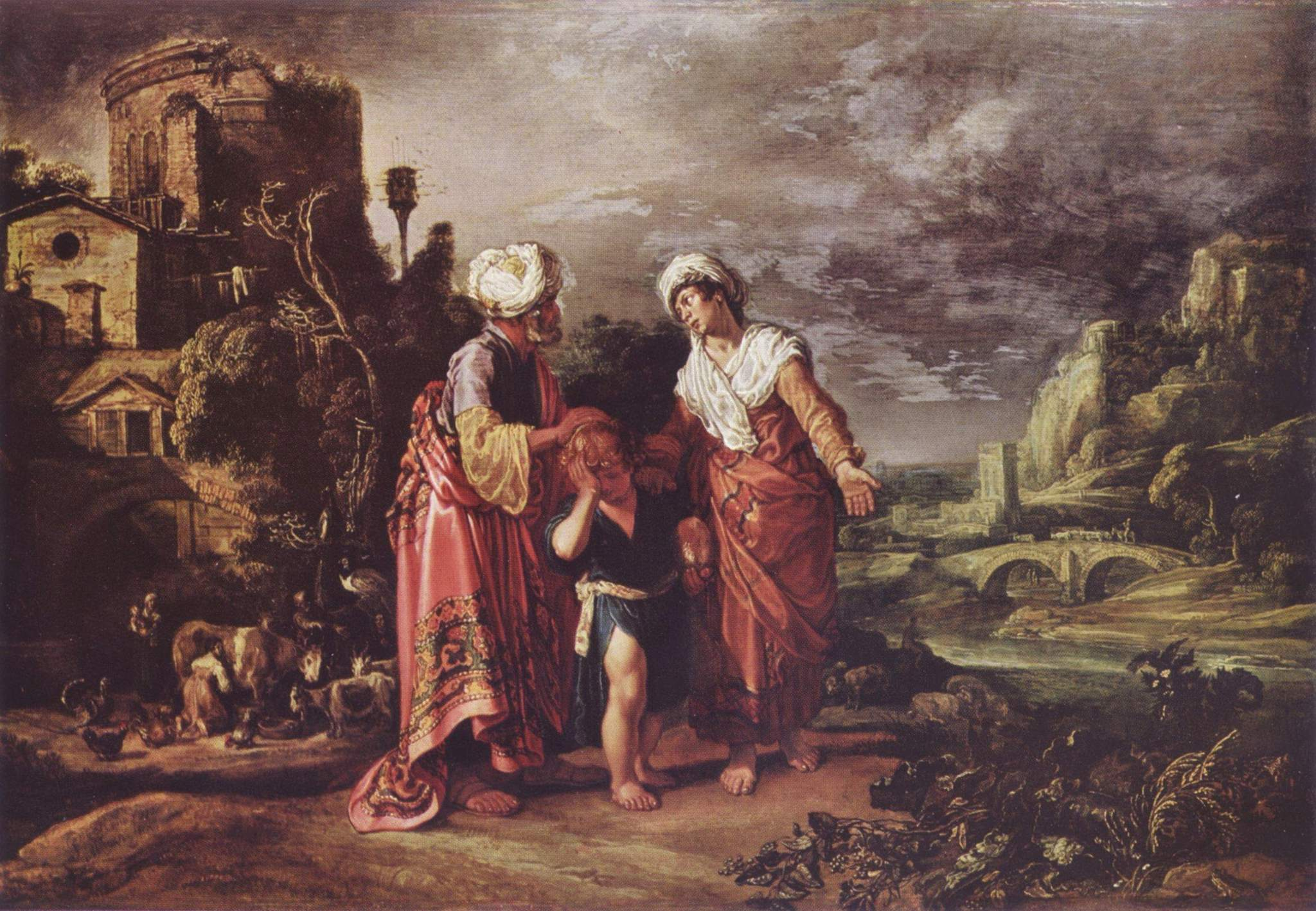
Abraham chasse Agar et Ismaël par Pieter Lastman (1612)
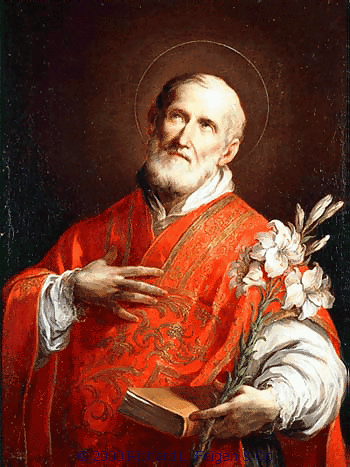
Philippe Néri par Sebastiano Conca
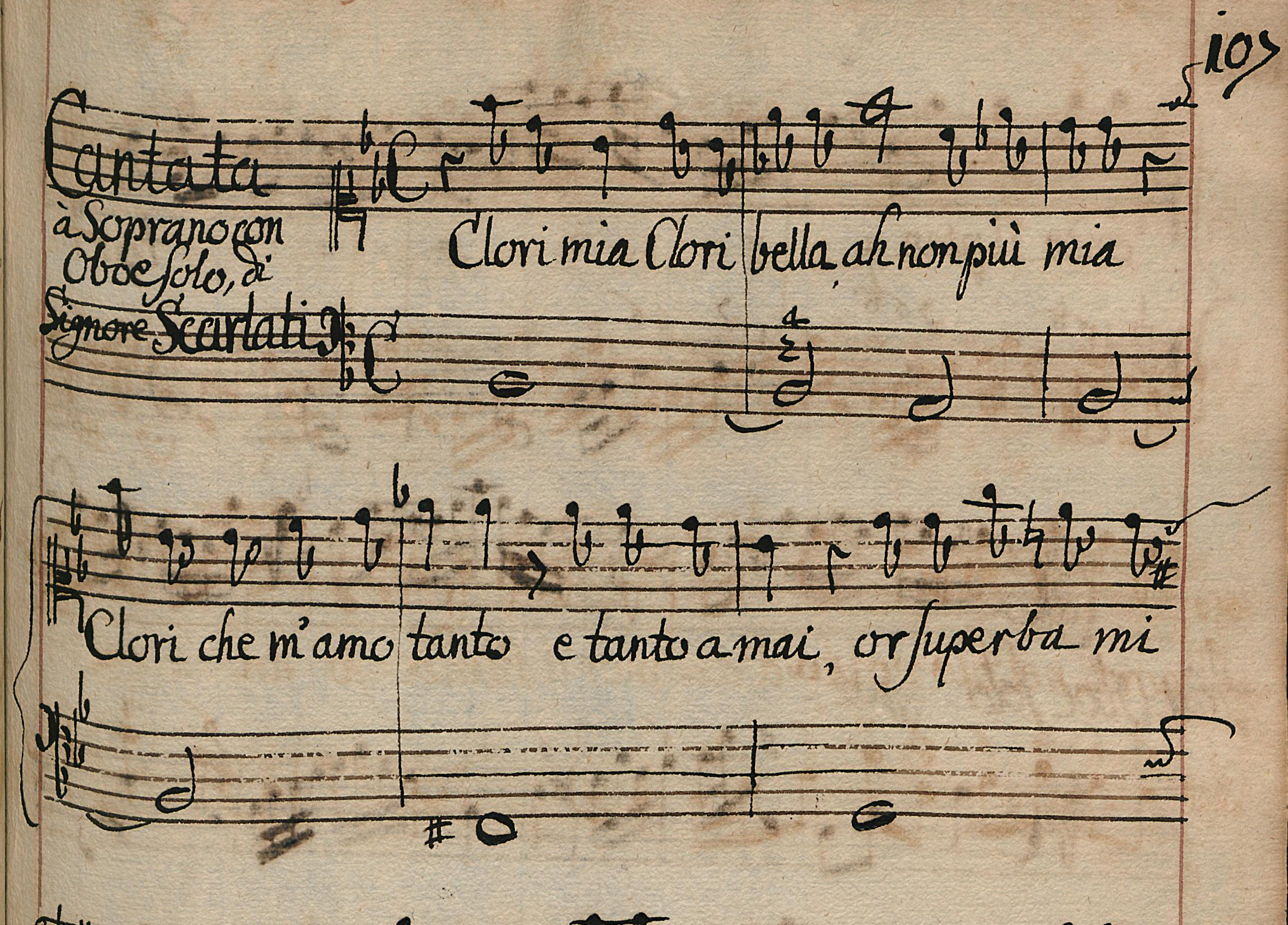
Incipit de la cantate Clori mia, Clori bella
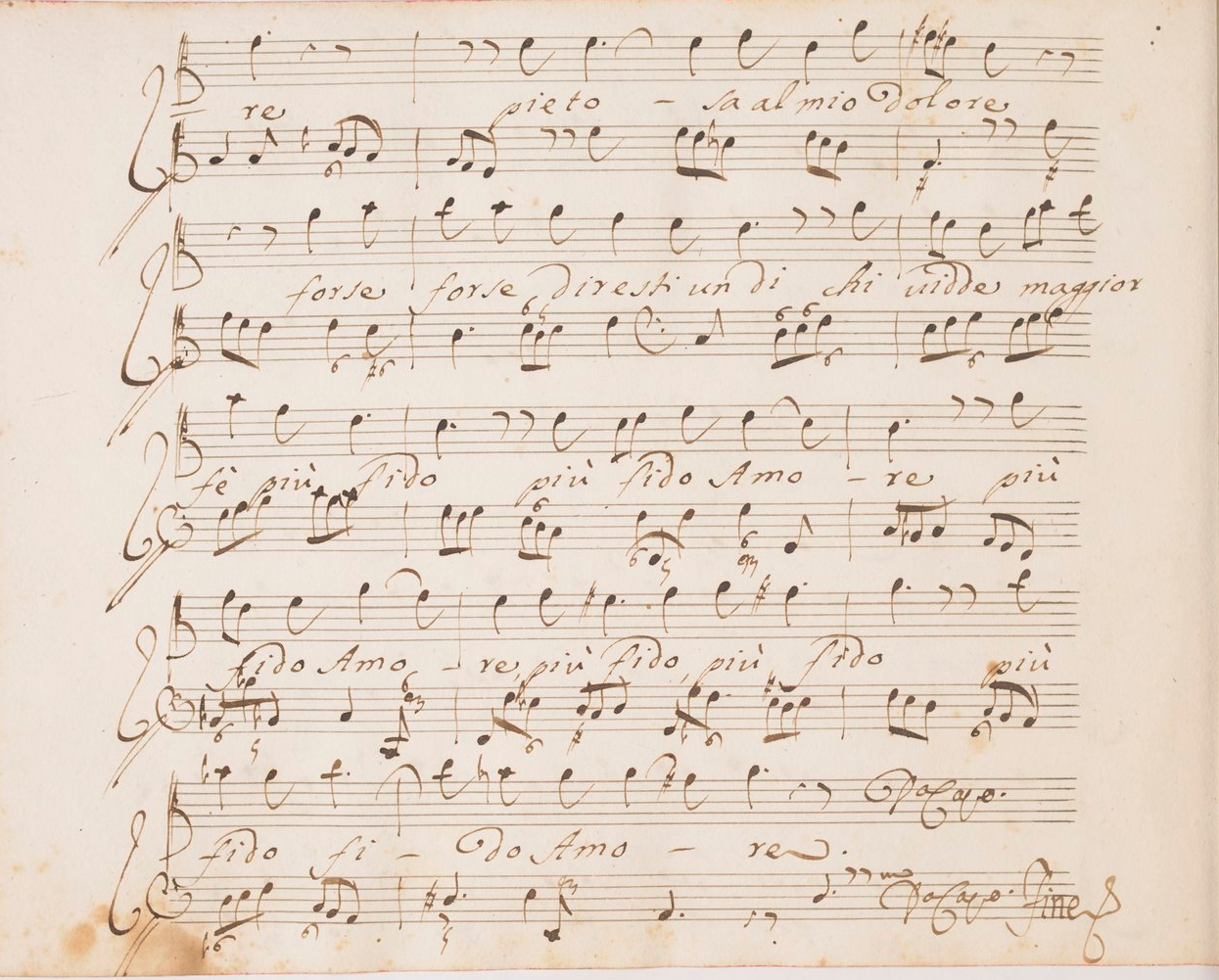
Dernière page de la cantate Clori vezzosa e bella

### Musique sacrée
Scarlatti est largement considéré de son temps comme un compositeur de musique sacrée et de cantates. Ce Scarlatti-là n'est aujourd'hui pas encore réhabilité ni même considéré à mesure de l'importance du corpus : dix messes, 114 motets (dont six Dixit Dominus, cinq Salve Regina, l'un des trois Stabat Mater [I]), des Lamentazioni per la settimana santa, Il primo omicidio, etc. Le compositeur est un éclectique. Il est aussi à l'aise dans le style antico de la polyphonie traditionnelle que dans la rhétorique baroque des affetti. Ainsi différents styles opposés agissent en parallèle dans son œuvre.
La dizaine de messes retrouvées (l'idée qu'il en aurait composé deux cents est peu crédible) et la musique religieuse en général sont comparativement de moindre importance, à l'exception de la grande Messe de Sainte Cécile (1720), qui est l'une des premières tentatives dans le style, prophétisant Haydn et atteignant des sommets dans les grandes messes de Jean-Sébastien Bach et Ludwig van Beethoven.

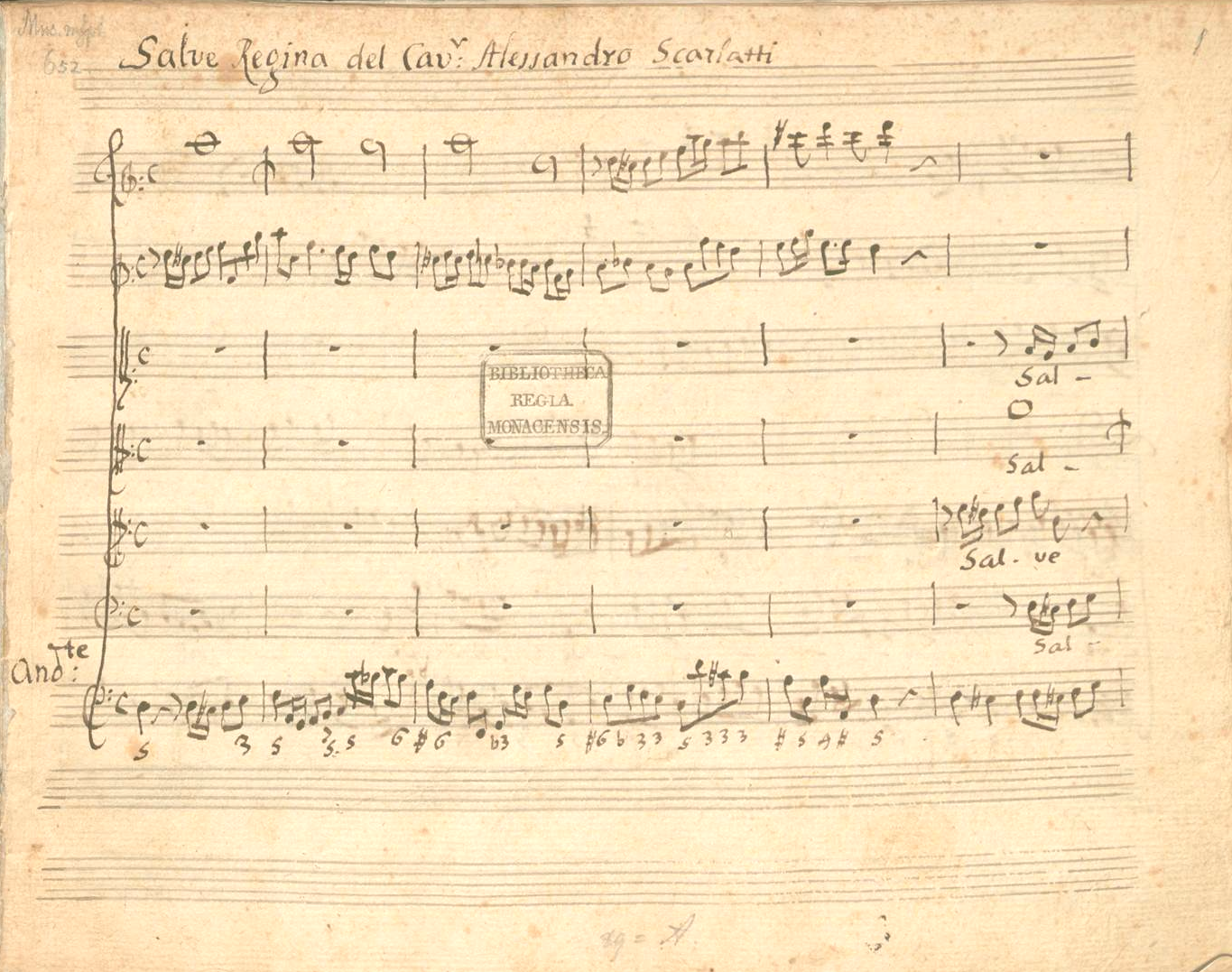
Première page d'une copie du début du XIXe siècle du Salve Regina [II] (Munich, Bayerische Staatsbibliothek, Mus. Ms. 652)
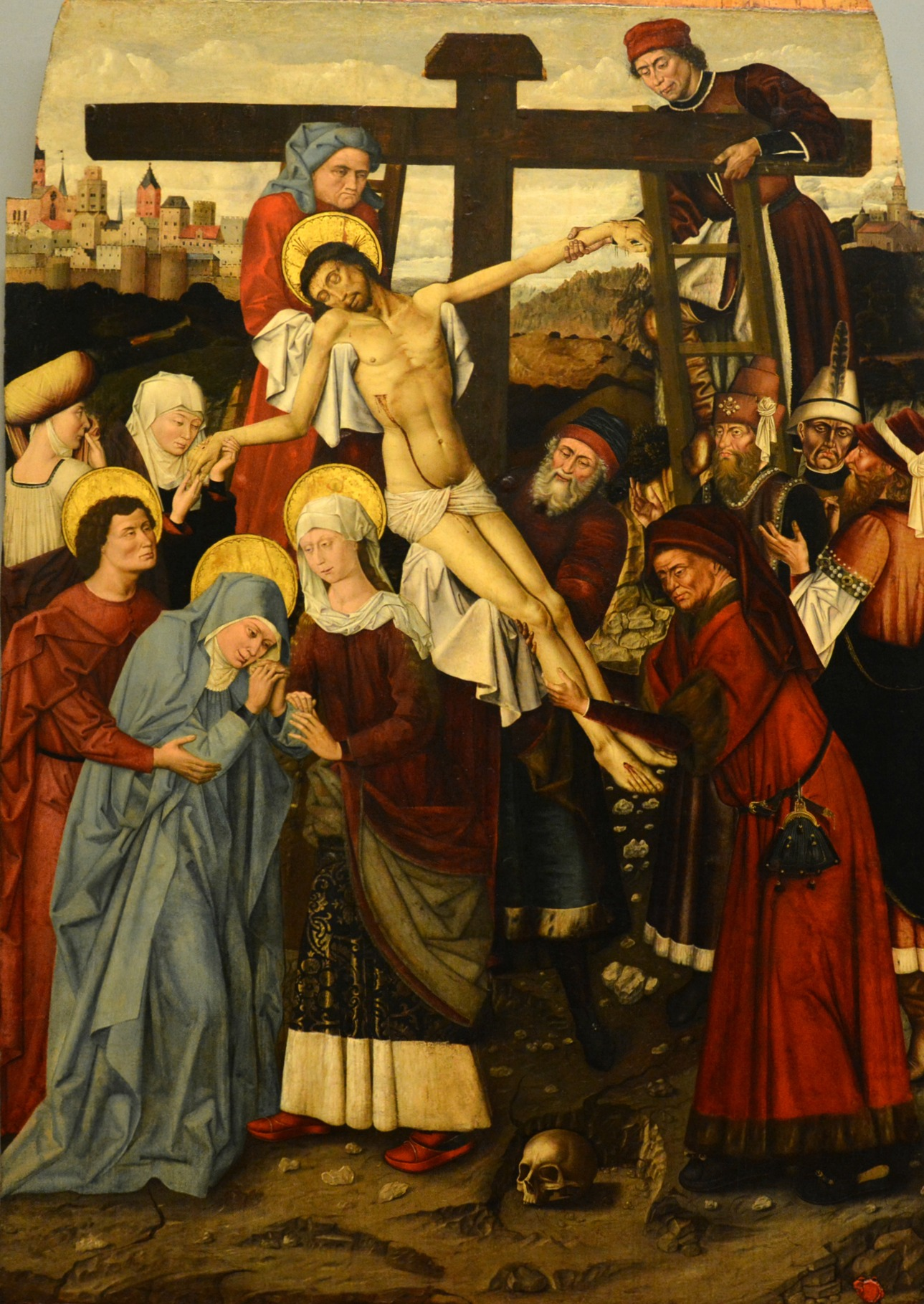
Colantonio, Deposizione, 1455-60, Musée de Capodimonte
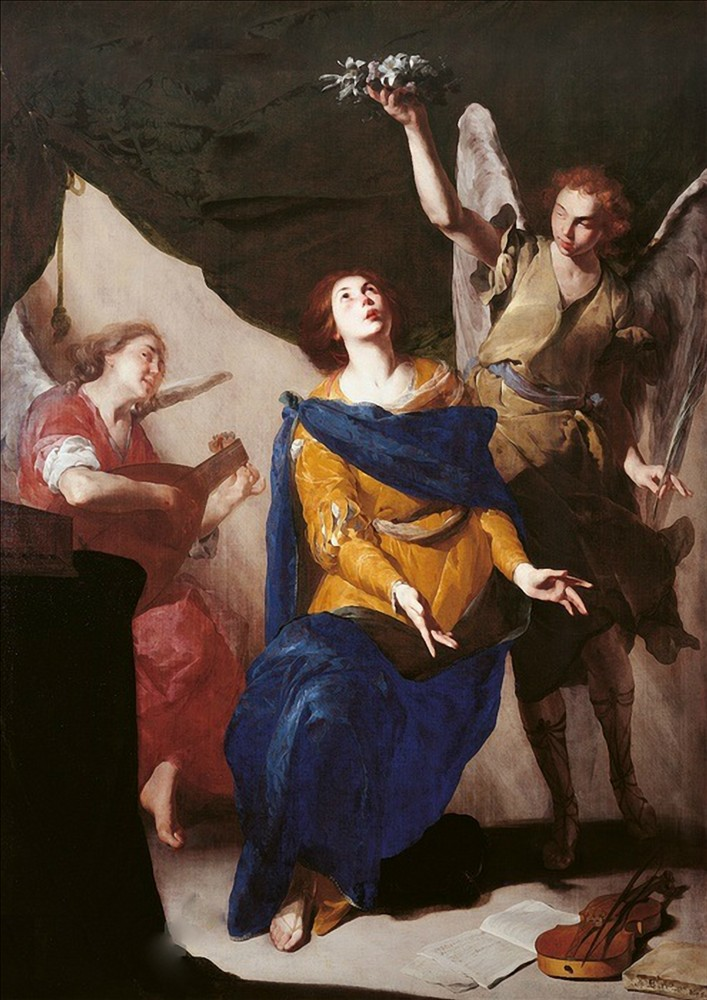
Bernardo Cavallino, Santa Cecilia in estasi, 1645, Musée de Capodimonte
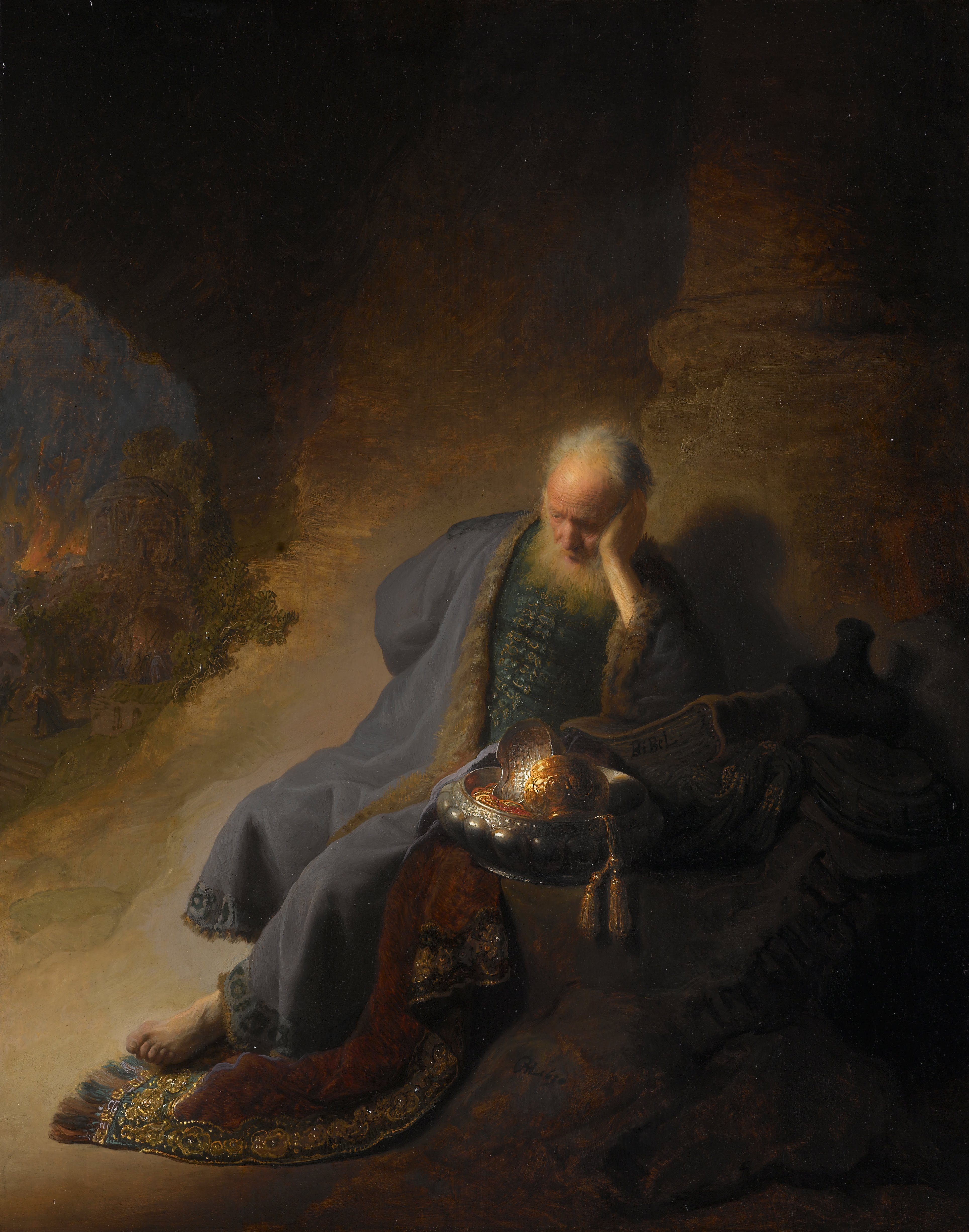
Jérémie pleurant la destruction de Jérusalem, Rembrandt
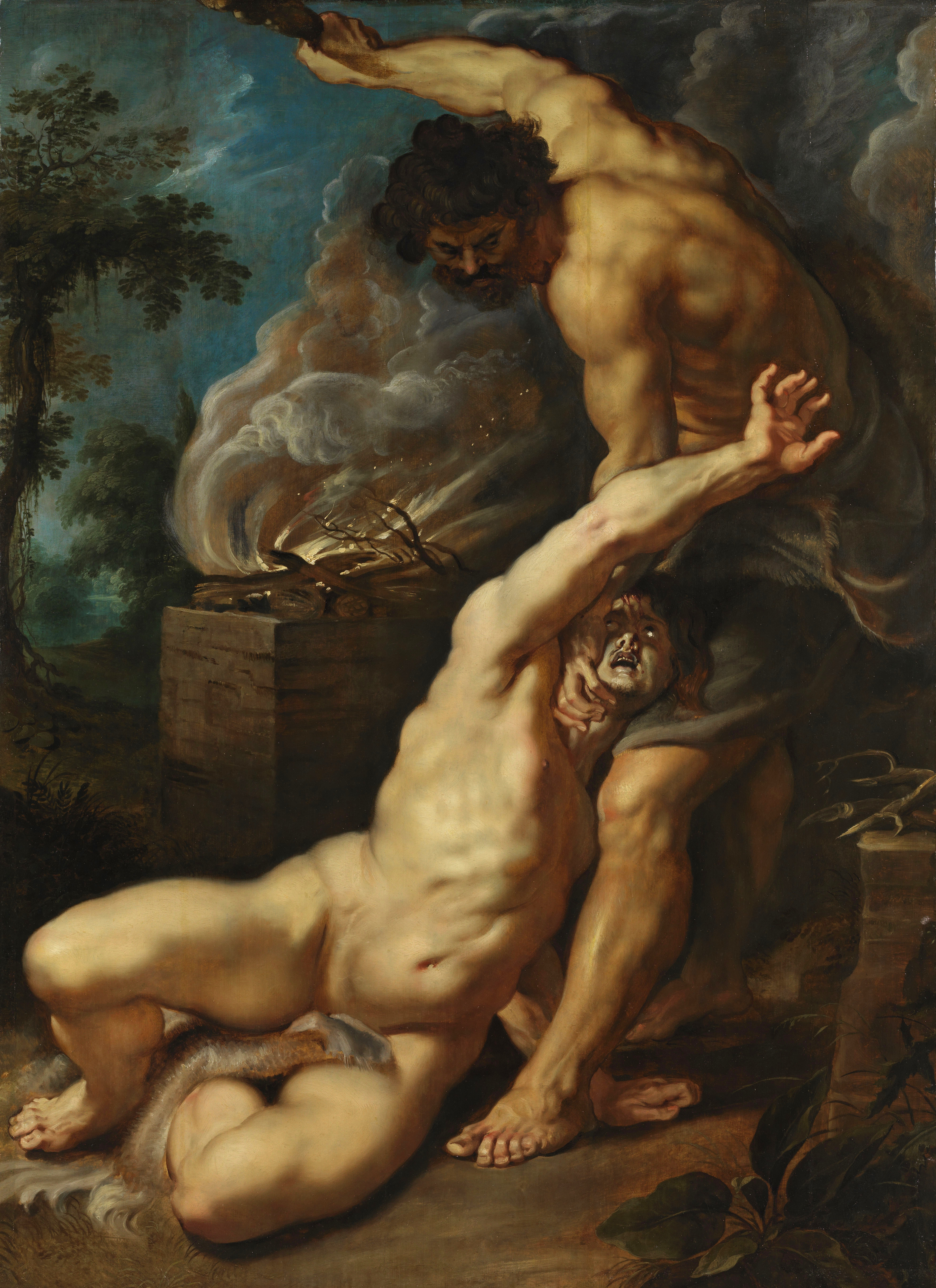
Abel et Caïn par Pierre Paul Rubens (vers 1609)

### Musique instrumentale
L'intérêt et l'importance des œuvres instrumentales de Scarlatti sont proportionnels à leur nombre : « sa musique instrumentale [est] très sous-estimée ».
Sa musique pour clavier comporte un recueil de 7 toccatas pour clavecin dans un but explicitement pédagogique — la première est entièrement doigtée par le compositeur, ce qui en fait un document précieux pour la technique du clavier baroque. On connaît aussi une longue Toccata nel primo tono (v. 1710) qui se termine par 29 variations sur La Follia.
Bien qu'intéressante, sa musique instrumentale semble d'une écriture très ancienne en comparaison de ses œuvres vocales de la même époque, mais « d'une fluidité admirable ». Il est pourtant l'un des premiers napolitains à développer le répertoire quasi inexistant avant lui. La valeur et la qualité de sa production de musique instrumentale réside dans l'architecture et l'intensité lyrique. Ses 12 Sinfonie di concerto grosso datées de 1715, sont écrites au sommet de sa carrière ; et d'un style corellien (opus 6), ses Six Concerti grossi, publiés à Londres en 1740, sont les plus connus.

## Hommages
Le conservatoire de Palerme fondé en 1617 sous le nom d’orphelinat du bon pasteur (Buon Pastore) et anciennement Conservatoire Vincenzo Bellini depuis la fin du XIXe siècle, a été renommé Conservatoire Alessandro Scarlatti, depuis le 10 août 2018.

## Discographie

### Œuvres instrumentales
Œuvres pour clavier
- Toccate per cembalo - Rinaldo Alessandrini, clavecin Franciscus Debbonis 1678 (8-10 octobre 1991, Arcana A 3 / A 323)[34],[35]
- L'Œuvre pour clavier, vol. 2 - Alexander Weimann, orgue Église Très Saint Rédempteur, Montréal (25-27 avril 2007, 2 CD Atma ACD2 2528) (OCLC 921225017)
- Opera omnia per tastiera, volumes I à V : Œuvres pour orgue (vol. III et V) et clavecin - Francesco Tasini, orgue Antonio Sangalli 1854 de l'église San Paolo de Plaisance et clavecin anonyme du XVIIIe siècle de Ferrare (17 août 2005, 23 septembre 2007, 6 mai 2009, octobre 2011, 5CD Tactus TC 661911/12/13/14/15) (OCLC 180757398)

Œuvres de chambre
- Sette Sonate (Concerti) per flauto, violini, viola e basso - Camerata Köln (22-25 juin 1998, CPO 999 619-2)
- 3 sonates pour violoncelle (et Gabrielli) - Guadalupe López-Iñiguez, violoncelle (novembre 2016/juin 2017, SACD Alba ABCD 412)

Œuvres pour orchestre et concertos
- 12 Sinfonie di concerto grosso - Corina Marti, flûte à bec ; Ann Allen, flûte à bec II (1 et 5) et hautbois (4) ; Giuseppe Frau, trompette (2) ; Alexandra Nigito, clavecin ; Capella Tiberina, concertmaster Paolo Perrone (2014, 2CD Brilliant Classics 94658)[36] (OCLC 915671860)
- Concerti grossi et Sonates pour violoncelle - Accademia Bizantina, dir. Ottavio Dantone (juin 2000, SACD Arts Music 47758-8)[37] (OCLC 871971283)
- Concerti e sinfonie - Europa Galante, dir. Fabio Biondi (5-9 juillet 2001, Virgin 5 45495 2)[38] (OCLC 717789079) — avec trois sinfonia de Domenico Scarlatti
- Ouvertures d'opéra [5] et Concertos grossos à sept parties nos 1-6 - Concerto de’ Cavalieri, dir. Marcello Di Lisa (mars 2015, Deutsche Harmonia Mundi 88985370012)

### Œuvres vocales

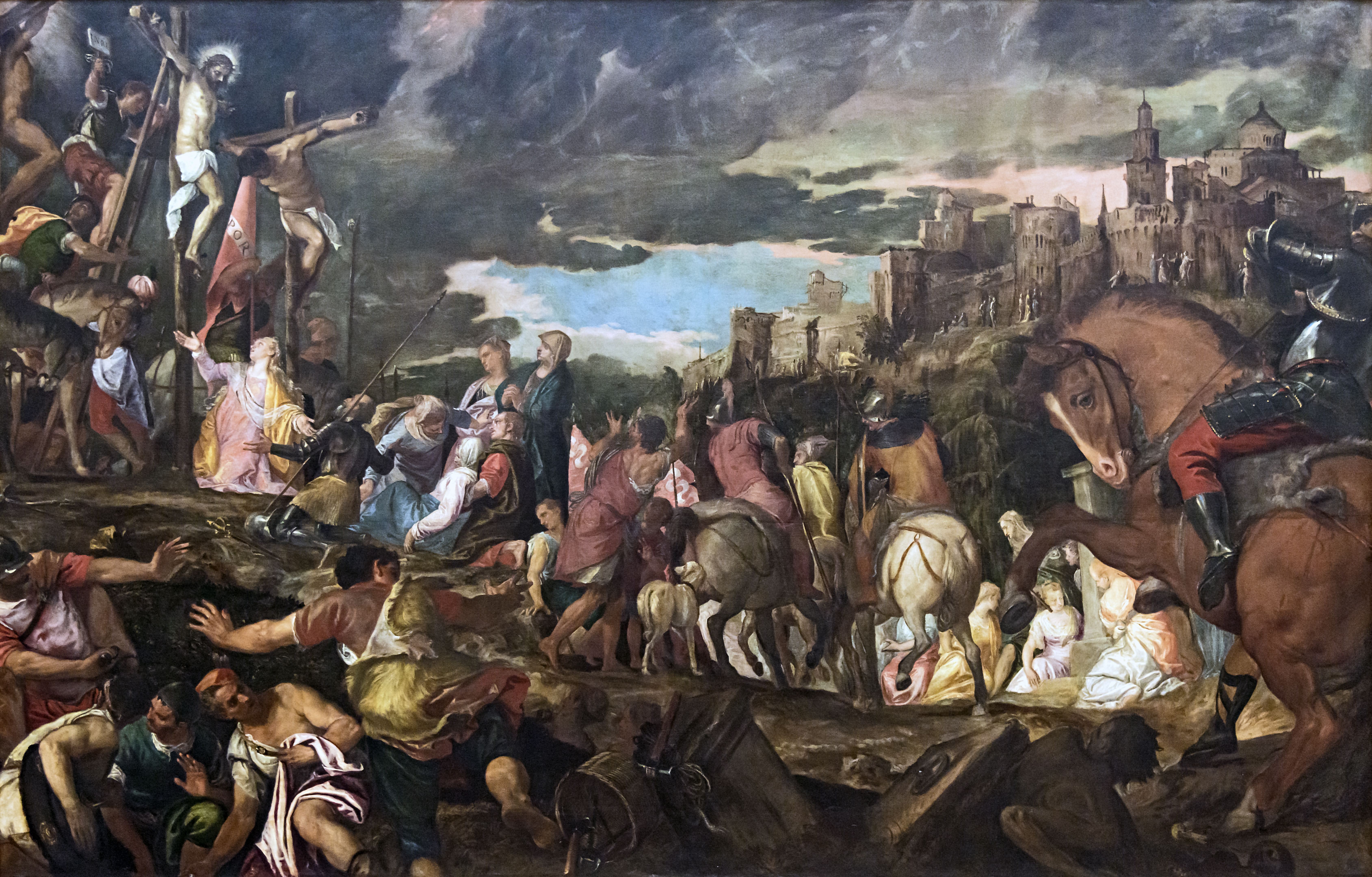
Crucifixion par Paul Véronèse vers 1582 (Gallerie dell'Accademia de Venise).

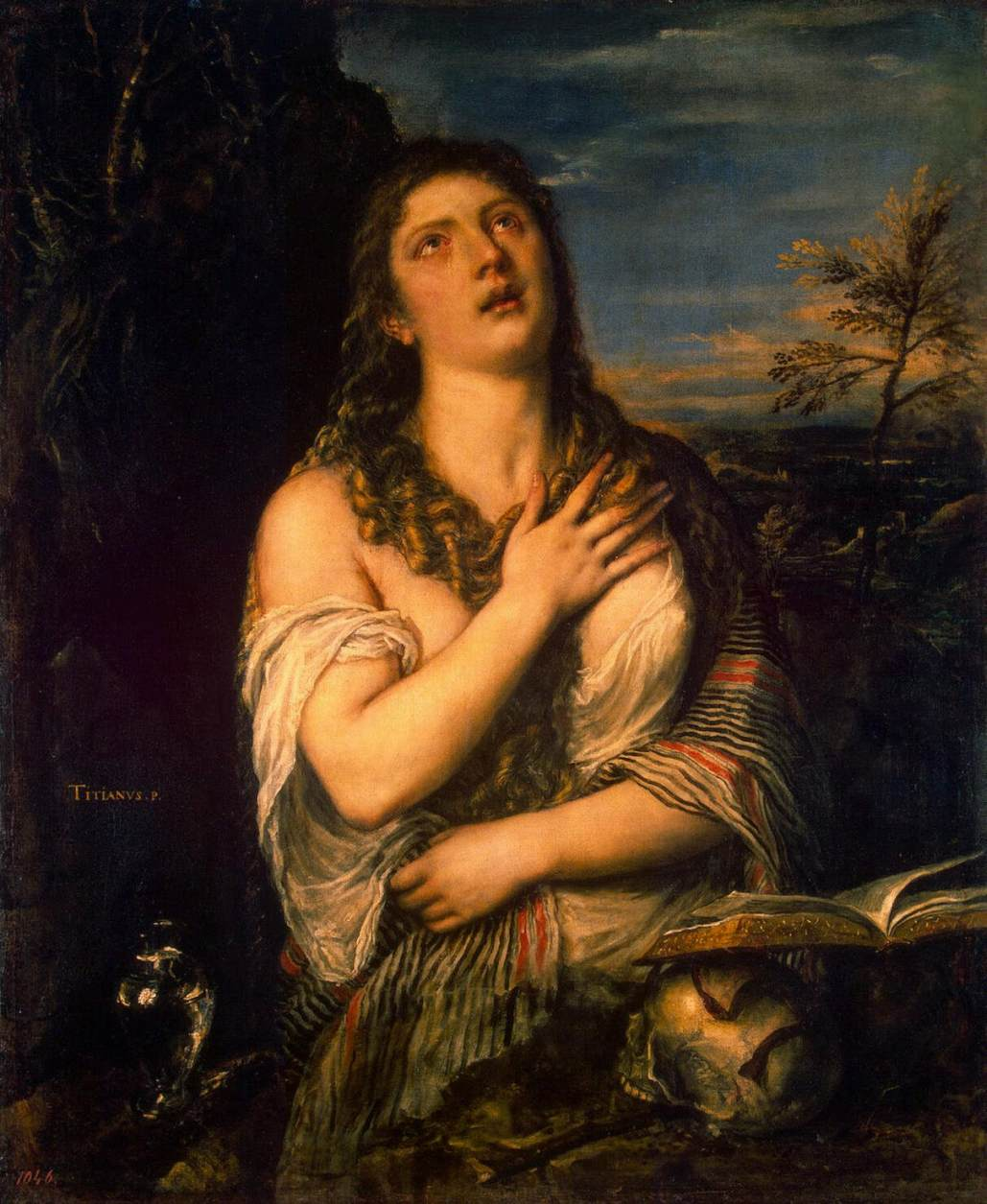
« Marie-Madeleine repentante » par Le Titien (vers 1565 ; collection du Getty Center).

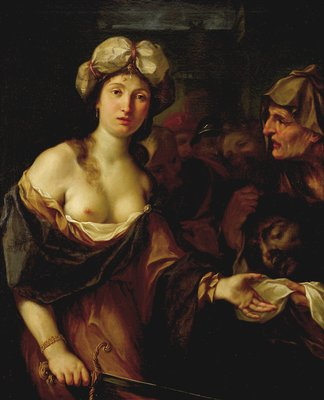
« Giuditta avec la tête d'Oloferne » par Giovanni Gioseffo dal Sole, vers 1695 (Minneapolis Institute of Art).

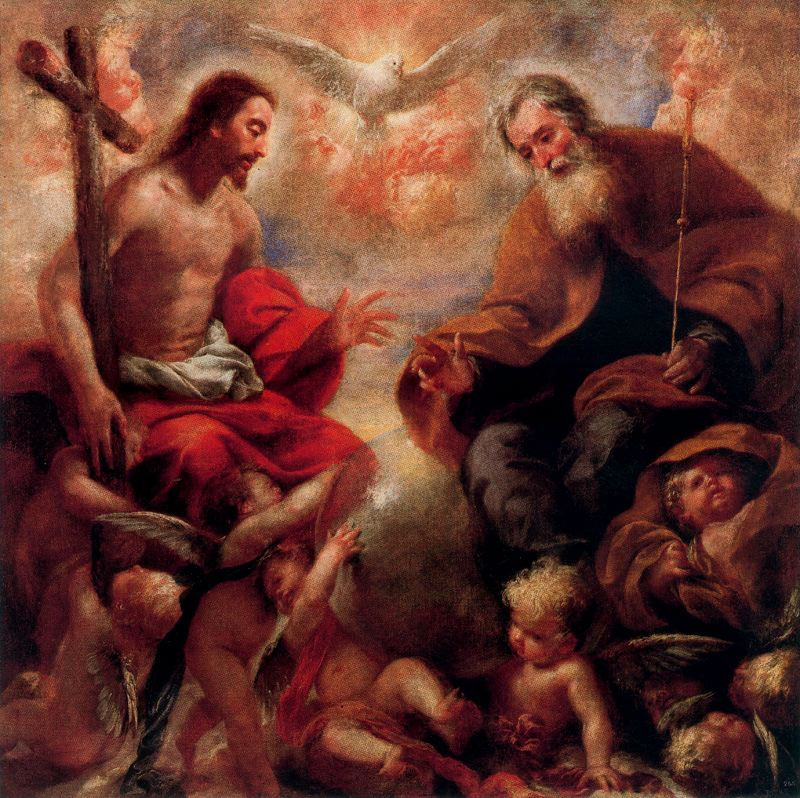
La trinité par Francesco Cairo (vers 1630).

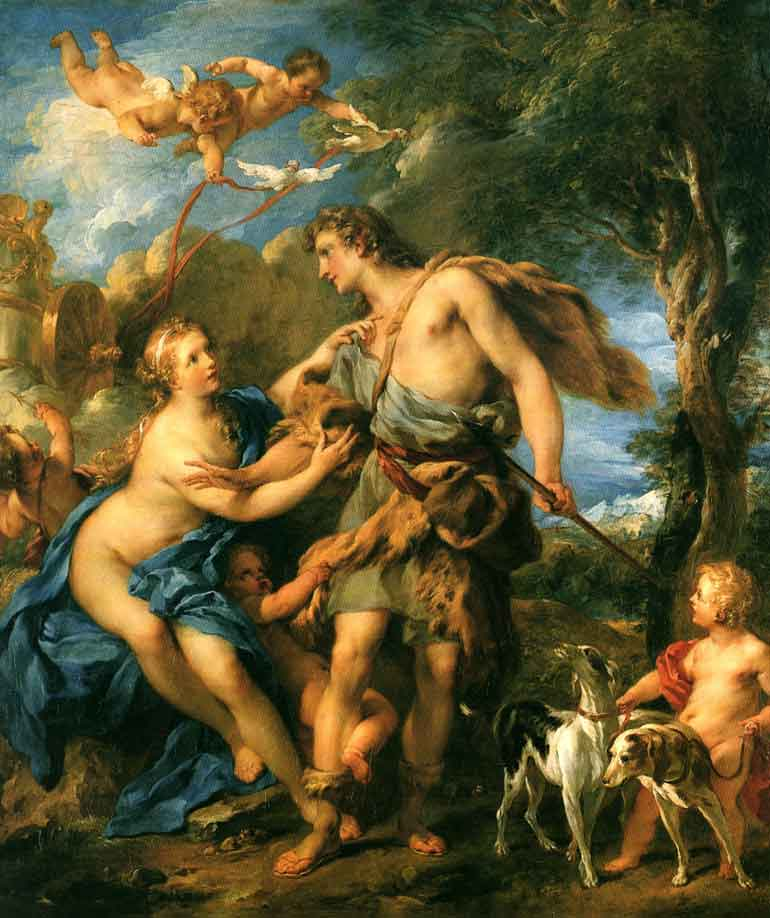
Venus et Adonis, par François Lemoyne.

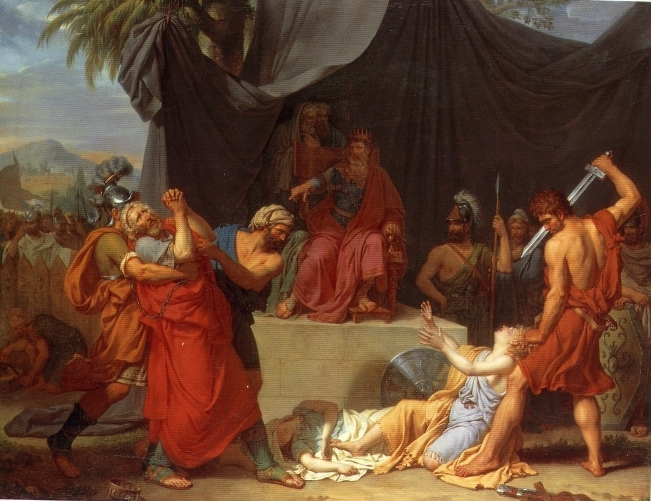
Nabuchodonosor fait tuer les enfants de Sédécias devant ses yeux. Toile de François-Xavier Fabre, 1787.

#### Œuvres sacrées
- Passio secundum Joannem (« Passion selon saint-Jean ») - René Jacobs, contreténor (Testo, évangéliste) ; Kurt Widmer, baryton (Christus) ; Graham Pushee, basse (Pilatus) ; Die Basler Madrigalisten (dir. Fritz Näf) ; cordes de la Scola cantorum Basiliensis (21-26 octobre 1981, DHM 757617-2) (OCLC 611639028), (OCLC 851554627 et 1013548970)
- Dixit Dominus [IV] - Nancy Argenta, soprano ; Cantherine Denley, contralto ; Ashley Stafford, alto ; Stenphen Varcoe, basse ; Chœur et The English Concert, dir. Trevor Pinnock (février 1987, Archiv 423 386-2) (OCLC 44839594) — avec le Gloria RV. 589 de Vivaldi
- Stabat Mater [I], Salve Regina [V] - Véronique Diestchy, soprano ; Alain Zaepffel, contreténor ; Ensemble Gradiva (7-9 août 1988, Adda 581048 / Accord)[39] (OCLC 715318623)
- Lamentazioni per la settimana santa - Christina Miatello, soprano ; Ensemble Aurora, dir. Enrico Gatti (septembre 1992, 2CD Glossa)
- Lamentazioni per la settimana santa - Le parlement de musique, dir. Martin Gester (1-3 octobre 1992, Opus 111 OPS 30-66)
- Motets : Infirmata vulnerata, De tenebroso lacu, Salve Regina [V], Totus amore languens - Véronique Gens, soprano ; Gérard Lesne, alto ; Il Seminario Musicale (1993, Virgin 5 45103 2)[40] (OCLC 77260613)
- Stabat Mater [I] - Gemma Bertagnolli, soprano ; Sara Mingardo, contralto ; Concerto Italiano, dir. Rinaldo Alessandrini (1998, Opus 111 30-160 / Naïve OP30441)[41] (OCLC 743092681 et 854864740) — avec Pergolèse
- Dixit Dominus [II] ; Madrigali ; Magnificat - Concerto italiano : Anna Simboli & Elisabetta Tiso, sopranos ; Paolo Costa, alto ; Gianluca Ferrarini, ténor ; Sergio Foresti, basse ; Ignazio Schifani, orgue et clavecin ; Eduardo Eguez, chitarrone ; dir. Rinaldo Alessandrini (février 2000, Naïve OP 30350) (OCLC 173854951)
- Stabat Mater [I] ; Salve Regina [III] et Quæ est ista - Sandrine Piau, Gérard Lesne, Jean-François Novelli ; Il Seminario Musicale (1999, Virgin 5 45366 2)[42] (OCLC 610653748)
- Magnificat ; Dixit Dominus [II] et Madrigali (Sdegno la fiamma estinse ; Mori, mi dici ; O selce, o tigre, o ninfa ; O morte ; Arsi un tempo) - Concerto Italiano, dir. Rinaldo Alessandrini (février 2000, Naïve) (OCLC 173854951)
- Missa breve, e concertata a cinque voci ; motets : Ad Dominum dum tribularer ; Justitiae Domini ; Exsurge Domine ; Exaltabo te Domine ; Domine in auxilium meum ; Exultate Deo - The Choir of Christ's College, Cambridge, dir. David Rowland (16-17 mars 2008, Regent REGCD283)
- Missa Defunctorum ; Magnificat [II] ; Miserere ; Salve Regina [II] - Ensemble Odhecaton, dir. Paolo Da Col (5-8 décembre 2015, Arcana)[43],[44],[45] (OCLC 965738049)
- Passio secundum Joannem (« Passion selon saint-Jean ») - Giuseppina Bridelli, mezzo-soprano (Testo) ; Salvo Vitale, basse (Christus) ; Guillaume Houcke, contreténor (Pilatus) ; Millenium orchestra et Chœur de chambre de Namur, dir. Leonardo García Alarcón (27 mars 2016, Ricercar RIC378)[46],[47]
- Répons du samedi saint [Florence, 1708] ; Toccata et fugue en ré mineur - Carlo Steno Rossi, orgue ; La Stagione armonica, dir. Sergio Balestracci (26-28 octobre et 1er novembre 2017, DHM G010003825634X) (OCLC 1041148874)

#### Oratorios
- L'Assunzione della Beata Vergine (oratorio per l'assunzione della Beatissima Vergine) - Aurora Pena (Sposa), Béatrice Gobin (Sposo), Mélodie Ruvio (L'Amore), Matthieu Peyrègne (L'Eternità), Ensemble Baroque de Monaco dir. Matthieu Peyrègne (18 janvier 2019, Paraty) 5 Diapasons.
- La Colpa, Il Pentimento, la Grazia (oratorio per la Passione di Nostro Signore Gesù Cristo) - Mechthild Bach (la Colpa), Petra Geitner (la Grazia) ; La Stagione, dir. Michael Schneider (18-22 avril 1991, 2CD Capriccio 10 411/12) (OCLC 804973591)
- La Maddalena - Ensemble Europa Galante (1993, Opus 111 OPS 30–96)
- Humanità e Lucifero - Rossana Bertini, soprano ; Massimo Crispi, ténor ; Ensemble Europa Galante, dir./violon Fabio Biondi (juillet 1995, Opus 111 OPS 30–129 / Naïve) (OCLC 702491499) [livret en ligne][PDF]
- La Giuditta (3 voix) - Rosita Frisani (Giuditta) ; Mario Nuvoli (Oloferne), Marco Lazzara (Nutrice) ; Alessandro Stradella Consort, dir. Estevan Velardi (1995, Bongiovanni GB2197-2) (OCLC 950868207)
- Il primo omicidio - Dorothea Röschmann, Graciela Oddone, Richard Croft, René Jacobs, Bernarda Fink, Antonio Abete ; Akademie für alte Musik Berlin, dir. René Jacobs (1998, Harmonia Mundi HMC 901 649.50)[48]
- Il Sedecia, re di Gerusalemme - Gérard Lesne (Sedecia) ; Virginie Pochon (Anna) ; Philippe Jaroussky (Ismaele) ; Peter Harvey (Nabucco) ; Mark Padmore (Nadabbe) ; Il Seminario Musicale (2-6 novembre 1999, 2CD Virgin 5 45452 2 / Warner)[49] (OCLC 940832565)
- Il martirio di santa Cecilia - Nancy Argenta, Marinella Pennicchi, Bernhard Landauer, Marco Beasley ; I Barocchisti, dir. Diego Fasolis (4 juillet 2000, CPO 777258-2) (OCLC 873412707)
- Oratorio per la Santissima Trinità - Roberta Invernizzi, Véronique Gens, sopranos ; Vivica Genaux, mezzo-soprano ; Paul Agnew, ténor ; Roberto Abbondanza, basse ; Europa Galante, dir. Fabio Biondi (14-17 octobre 2003, Virgin Classics 5 45666 2 / 628647 2 / Warner/Erato)[50]
- La Giuditta (5 voix) - Céline Ricci, Adriana Fernandez, Martin Oro Mario Cecchetti, Bruno Rostand ; Le parlement de musique, dir. Martin Gester (octobre 2004, Ambronay AMY004)[51]
- Il martirio di Santa Teodosia - Emmanuelle de Negri, soprano (Teodosia) ; Emiliano Gonzalez Toro, ténor (Arsenio) ; Renato Dolcini, basse (Urbano) ; Anthéa Pichanick, contralto (Decio) ; Les Accents, dir. Thibault Noally (9-12 septembre 2019, Aparté). Diapason d'or

#### Cantates
- Cantates de chambre : Cantata pastorale per la natività di Nostro Signore Gesù Cristo ; Là dove a Mergellina H.356 ; Quella pace gradita H.610 ; Hor che di Febo H.511 - Nancy Argenta, Chandos Baroque Players (février 1989, EMI 7 541176 2)[52] (OCLC 24686781)
- Cantate e duetti : Ammore, brutto figlio de pottana ; Sovente Amor mi chiama ; Son pur care le catene ; Clori mia, Clori bella ; Dimmi crudele, e quando -  Cristina Miatello, soprano ; Claudio Cavina, alto ; Giampaolo Fagotto, rénor ; Concerto Italiano, dir. Rinaldo Alessandrini (8-10 décembre 1990, Tactus 661901 / dans « Cantates » 3CD Brilliant Classics) (OCLC 822852214 et 191048224)
- Cantates : Marc’Antonio e Cleopatra (H.121) ; E pur vuole il cielo e amore (H.233) ; Filli che esprime la sua fede a Fileno (H.263) ; Clori e Mirtillo (H.419) ; Ero e Leandro (H.379) ; Questo silenzio ombroso (H.616) - Gérard Lesne ; Sandrine Piau ; Il Seminario Musicale (18-20 décembre 1995, Virgin 5 45126 2)[53]
- Abramo, il tuo sembiante, cantate per la notte di Natale - Concerto italiano, dir. Rinaldo Alessandrini (juin 1996, Opus 111 OPS30-156)[54] (OCLC 762490366) — avec un concerto grosso de Corelli « per il la notte di Natale ».
- Inferno : cantate drammatiche. Già lusingato appieno ; Notte ch'in carro d'ombre (H.480) ; Il Nerone (H.343) ; L'Orfeo (H.173) - Elisabeth Scholl, soprano ; Ensemble Modo Antiquo, dir. Federico Maria Sardelli (16-19 novembre 2004, CPO 777 141-2) (OCLC 238678124)
- Cantates et concertos pour flûte à bec : Bella dama di nome santa (H.743), Ardo è ver per te d'amore (H.62), Quella pace gradita (H.610) - Roberta Invernizzi, soprano ; Collegium Pro Musica (12-14 septembre 2017, Brilliant Classics) — avec les concertos pour flûte nos 22 et 23

#### Serenate
- Il giardino d'amore - Clemencic Consort, dir. René Clemencic (13-14 novembre 1987, Accord 465 943-2)[55]
- Il giardino di rose, sinfonie et concertos pour clavecin - Accademia Bizantina, dir./clavecin Ottavio Dantone (2003, SACD Decca 470 650-2)[56] (OCLC 54938933)
- Venere, Amore e Ragione - Veronica Lima (Venere), Gabriella Costa (Amore), Elena Biscuola (Ragione) ; Orchestre baroque les Élements, dir. Piero Cartosio (27-29 mars 2008, La Bottega Discantica 209) (OCLC 861737686)
- Serenata à Filli* et Le Muse Urania e Clio Lodano le bellezze di Filli° - Emanuela Galli, soprano (Fileno* et Sole°) ; Yetzabel Arias Fernández, soprano (Niso* et Urania°) ; Martín Oro, alto (Doralbo* et Clio°) ; La Risonanza, Fabio Bonizzoni, clavecin et direction (juin 2010, Glossa) (OCLC 762671967)
- La gloria di primavera - Diana Moore, Suzana Ograjensek, Nicholas Phan, Clint van der Linde, Douglas Williams ; Philharmonia Baroque Orchestra, dir. Nicholas McGegan (concert, Berkeley, 4-6 et 10 octobre 2015, 2CD Philharmonia Baroque Productions PBP09) (OCLC 971451715)

#### Opéras
- Griselda - Dorothea Röschmann, Lawrence Zazzo, Verónica Cangemi, Bernarda Fink, Silvia Tro Santafe, Kobie van Rensburg ; Akademie für alte Musik Berlin, dir. René Jacobs (2007, 3CD Harmonia Mundi HMC 901805.07)[57] (OCLC 781043772)
- Carlo re d'Allemagna - Romina Basso, Lotario ; Roberta Invernizzi, Giuditta ; Marina de Liso, Gildippe ; Marianne Beate Kielland, Adalgiso ; Carlo Allemano, Berardo ; Josè Maria Lo Monaco, Asprando ; Damiana Pinti, Armilla ; Roberto Abbodanza, Bleso ; Orchestre symphonique de Stavanger, dir. Fabio Biondi (30 novembre-4 décembre 2009, 3 CD Agogique AGO015)[58] (OCLC 1040849067)

#### Récital d'arias
- Opera probita, arias d'Oratorios : « All'arme si accesi guerrieri (Cantata per la Notte del Santissimo Natale) ; Mentre in godo in dolce oblio, Ecco negl'orti tuoi » et « Che dolce simpatia ; (Il giardino di rose) ; Ah! qual cordoglio acerbo, Doppio affetto » et « Caldo sangue (Il Sedecia, re di Gerusalemme) ; Qui resta, ove s'innalza » et « L'alta Roma reina del mondo (San Filippo Neri) » - Cecilia Bartoli, Les Musiciens du Louvre, dir. Marc Minkowski (2005, Decca 475 6924)[59] — avec d'autres arias de Haendel et Caldara des premières années du XVIIIe siècle.
- Arie et sinfonie, ext. de Marco Attilio Regolo, Telemaco, Griselda, Tigrane, Carlo re d'Allemagna, Il Cambise - Daniela Barcellona, contralto. Concerto de’ Cavalieri, dir. Marcello Di Lisa (23 au 24 août 2010, Deutsche Harmonia Mundi 88697842162)[60]
- Con eco d'amore, arias extraites de cantates et d'opéras : Griselda, Mitridate Eupatore, Tigrane, La Statira, Scipione nelle Spagne - Elizabeth Watts, soprano ; The English Concert, dir. Laurence Cummings (novembre 2014, SACD Harmonia Mundi HMU 807574) (OCLC 946318728)